# Rancho Tablas de Reyes Carrizal
Rancho Tablas de Reyes Carrizal är en ort i Mexiko.   Den ligger i kommunen Cosolapa och delstaten Oaxaca, i den sydöstra delen av landet, 280 km öster om huvudstaden Mexico City. Rancho Tablas de Reyes Carrizal ligger 150 meter över havet och antalet invånare är 304.
Terrängen runt Rancho Tablas de Reyes Carrizal är kuperad åt sydväst, men åt nordost är den platt. Runt Rancho Tablas de Reyes Carrizal är det ganska tätbefolkat, med 75 invånare per kvadratkilometer. Närmaste större samhälle är Acatlán de Pérez Figueroa, 5,3 km sydost om Rancho Tablas de Reyes Carrizal. Omgivningarna runt Rancho Tablas de Reyes Carrizal är en mosaik av jordbruksmark och naturlig växtlighet.